# 퍼블리시티 스턴트
퍼블리시티 스턴트(영어: publicity stunt, public relations stunt)는 마케팅에서 이벤트 주최자 또는 그 원인에 대한 대중의 관심을 끌기 위해 고안된 계획된 이벤트이다. 퍼블리시티 스턴트는 전문적으로 조직되거나 아마추어가 설정할 수 있다. 이러한 행사는 운동선수, 정치인 등 광고주와 유명인사들이 자주 활용한다.
조직에서는 매체 보도를 유도하는 뉴스 가치가 있는 이벤트를 개최하여 퍼블리시티를 추구하는 경우가 있다. 이는 획기적인 시도, 세계 기록 시도, 헌정식, 기자 회견 또는 조직적인 시위의 형태일 수 있다. 이러한 유형의 이벤트를 준비하고 관리함으로써 조직은 언론에 보도된 내용에 대해 어떤 형태로든 통제권을 얻으려고 시도한다. 성공적인 퍼블리시티 스턴트는 뉴스 가치를 갖고 사진, 비디오 및 사운드 바이트 기회를 제공하며 주로 매체 보도를 위해 준비된다.
조직이 메시지를 묻어두는 대신 강조하는 성공적인 홍보 활동을 디자인하는 것은 어려울 수 있다. 퍼블리시티 스턴트의 중요성은 마케팅되는 개념, 제품 또는 서비스에 대한 뉴스 관심과 인식을 불러일으키는 것이다.

## 같이 보기
- 노이즈 마케팅
- 게릴라 마케팅
- 입소문 마케팅